# Родосский дракон

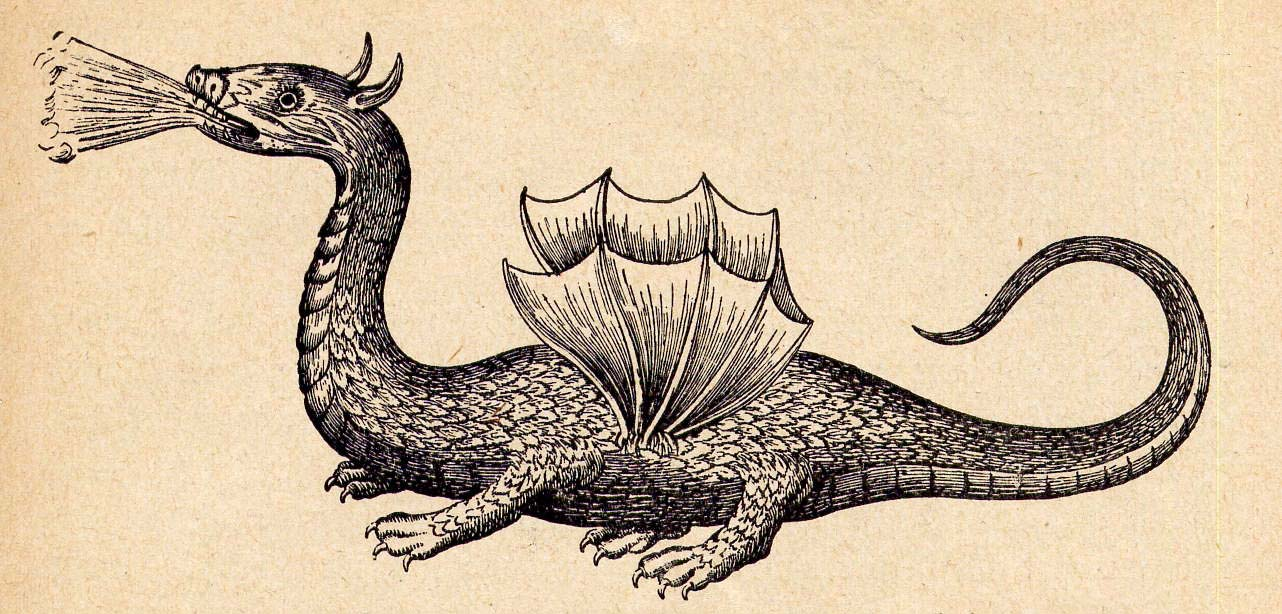
Рисунок Родосского дракона 1665 года.

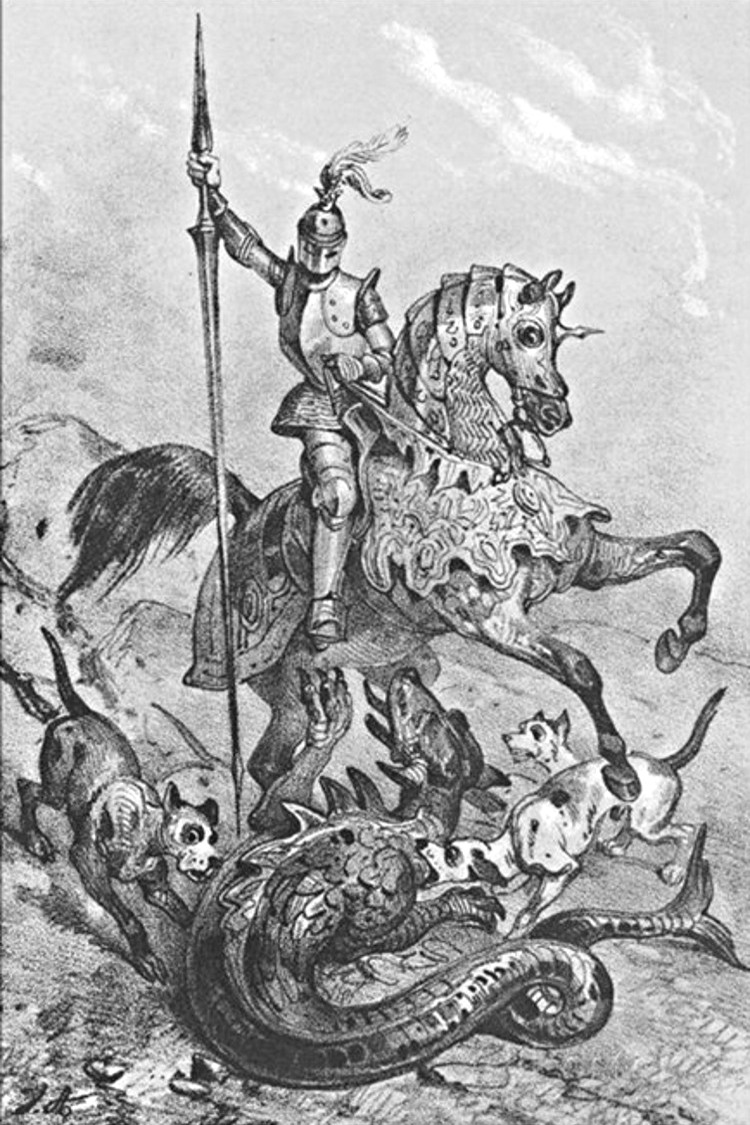
Жан Виктор Адам Рыцарь Дьедонне де Гозон сражается с драконом Родоса. XIX век.

Ро́досский драко́н — дракон небольшого размера, который, согласно легенде, терроризировал население острова Родос в 1340-х годах (в период господства на острове крестоносцев), обитая в долине у подножия горы св. Стефана (Монте Смит).
Этот дракон якобы был весьма опасен и убил множество людей, а Элион де Вильнёв, великий магистр ордена госпитальеров, запретил подчинённым ему рыцарям сражаться с ним. Однако, согласно легенде, его приказа ослушался рыцарь по имени Дьедонне де Гозон. Он якобы возвратился к себе на родину, в Тараскон, где долгое время оттачивал навыки боя с драконом на специально изготовленной деревянной модели на шарнирах, а затем вернулся на Родос и в 1342 или 1345 году, взяв с собой двух огромных собак, выследил дракона, убил его, избавив от него местное население, и выставил его голову на крепостной стене.
Учёные исследуют данную легенду на протяжении нескольких сотен лет; некоторые полагают, что за данной историей, особенно с учётом описанного в ней небольшого размера дракона, может стоять убийство какого-то реального существа, впоследствии превратившегося в народном фольклоре в дракона.
Есть версия, согласно которой легенда о Ламбтонском черве возникла в связи с легендой о родосском драконе.

### Античность
Ещё в древности существовали мифы о сверхъестественных змеях или драконах на Родосе.
Диодор Сицилийский (ок. 90 — 30 гг. до н. э.) приводит похожую легенду:
«Затем на родосской земле развелись змеи сверхъестественной величины, от которых погибло множество жителей. Оставшиеся в живых отправили на Делос посольство вопросить бога, как избавиться от бедствия. Аполлон велел им принять к себе Форбанта и его спутников и поселить их на Родосе. [Форбант] был сыном Лапифа и скитался со множеством народа по Фессалии в поисках места для поселения. Следуя велению оракула, родосцы пригласили его к себе и наделили землей. Форбант истребил змей и, избавив [тем самым] остров от страха, поселился на Родосе. Проявив себя достойным мужем и в других деяниях, он после смерти удостоился почестей как герой».
Трактат «Астрономия», приписываемый Гигину (64 год до н. э- 17 год н. э.), содержит такой рассказ: «По свидетельству же Полизела Родосского, имя его — Форбант, который, как считают, оказал великую услугу родосцам. Ведь свой остров, подвергшийся нашествию несметного множества змей, жители назвали Офиусса, и среди этого множества ползучих животных был необыкновенной величины дракон, который погубил многих тамошних жителей и вынудил, в конце концов, остальных покинуть отечество. И вот, рассказывают, в это время Форбант, сын Триопы от Хискиллы, дочери Мирмидона, был занесен на остров бурей и истребил всех змей, а также самого дракона. Поскольку Аполлон испытывал особую привязанность к Форбанту, он поместил его среди созвездий так, словно он убивает дракона, чтобы прославить и запечатлеть в памяти его деяние»